# Sancho al III-lea al Navarei
Sancho al III-lea Garcés (n. 985 d.Hr. – d. 18 octombrie 1035, La Bureba⁠(d), Castilia și León, Spania), numit și cel Mare, a succedat ca minor în Regatul Navarei în 1004 și, prin manevre politice și de cucerire, puterea sa a crescut până la moartea sa în 1035, atunci când ajunsese să controleze majoritatea creștinilor din Iberia. După ce a mers mai departe decât oricare dintre predecesorii săi în regatele divizate ale Iberiei, munca de o viață a fost anulată atunci când a împărțit domeniile sale cu puțin timp înainte de moartea sa, pentru a furniza un domeniu fiecăruia dintre fii săi. Regatul Navarrei a existat timp de aproape șase secole după moartea lui, dar nu a fost niciodată la fel de puternic din nou.
În 1016 Sancho a fixat granița dintre Navara și Castilia, după ce a stabilit căsătoria fiicei lui Dancho Carcia al Castliei cu Muña Mayor Sánchez (Muniadona). În 1017 el a devenit protectorul Castiliei pentru tânărul Garcia Sancez. Cu toate acestea, relațiile dintre cele trei entități creștine din León, Castilia, și Navarra s-au înrăutățit după asasinarea contelui García în 1027. 
Sancho a stabilit relații cu Ducatul de Gasconia, probabil de natură suzeran-vasal, el fiind suzeranul. Ca urmare a relației sale cu Mănăstirea Cluny, el a îmbunătățit drumul de la Gasconia la León. Acest drum avea să înceapă să aducă trafic mare până în Iberia în timp ce pelerinii se înghesuiau în Santiago de Compostela.
După succesiunea lui Bermudo al III-lea de Leon, Sanco a negociat căsătoria fiului său Ferdinand de Castilia cu Sancha, fosta logodnica a lui García Sánchez și sora lui Bermudo, împreună cu dotă care includea terenurile disputate ale Leonului. Sancho a fost imediat angajat într-un război pe scară largă cu León și a combinat armatele castiliene cu cele navareze care au invadat rapid o mare parte din împărăția lui Bermundo, ocupând Astorga. Până în martie 1033, el a fost rege de la Zamora la frontierele din Barcelona.
Înainte de moartea sa, în 1035, Sanco a împărțit averea între fiii lui. Cel mare, Garcia, a moștenit regatul inclusiv țara Bascilor, precum și suzeranitatea asupra regatelor fraților săi. Gonzalo guverna Sobrarbe și Ribagorza. Lui Ferdinand i s-a dat Castilia și Ramiro, cel mai tânăr fiul însă nelegitim, i s-a oferit Aragonul.